# Schietsport op de Olympische Zomerspelen 2004
De schietsport is een van de sporten die beoefend werden tijdens de Olympische Zomerspelen 2004 in Athene.

## Heren

### kleinkalibergeweer 50 m drie houdingen

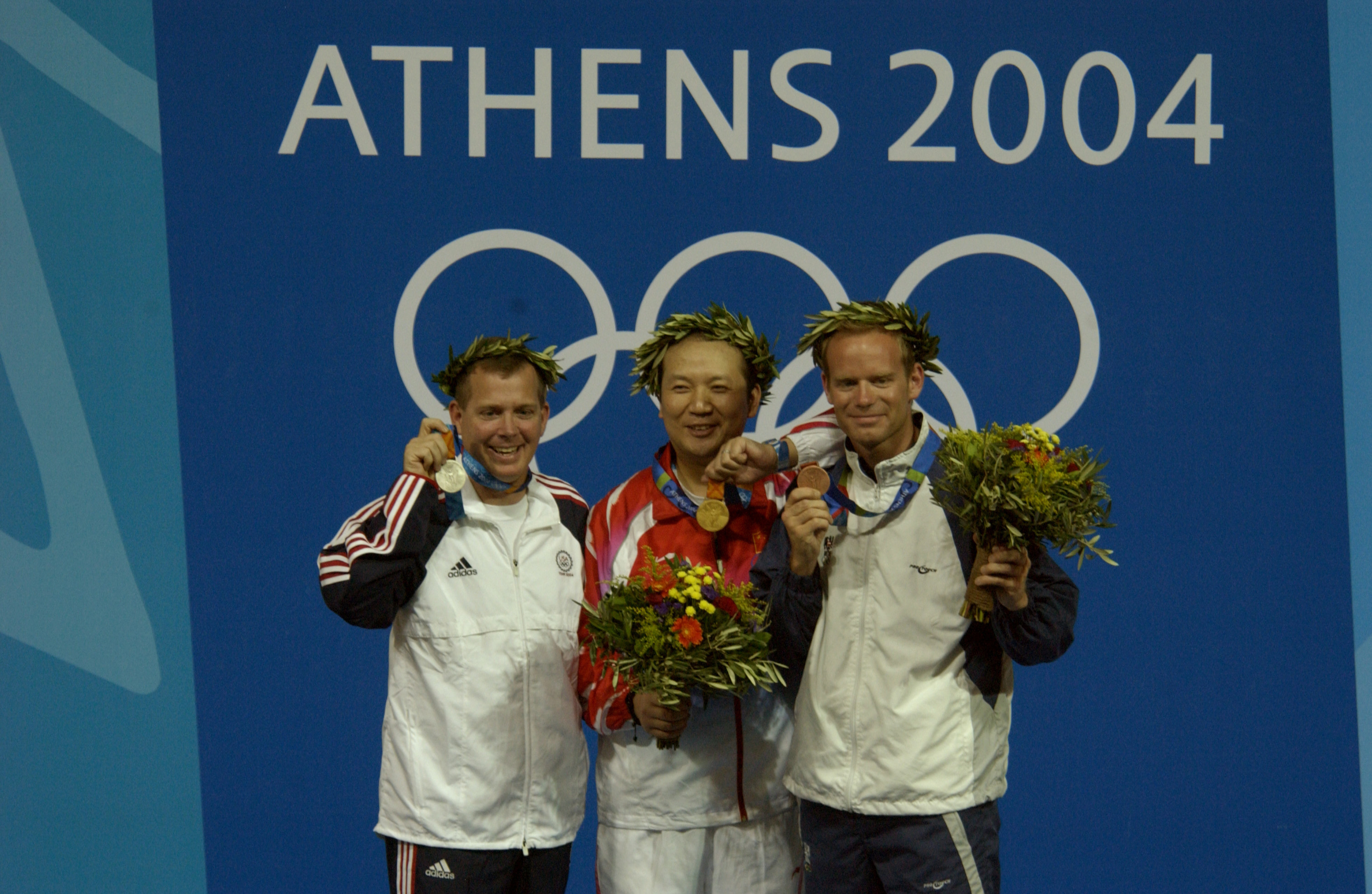
Medaille-uitreiking kleinkalibergeweer 50 m drie houdingen heren

| rang   | sporter             | land | score | finale | totaal |
| ------ | ------------------- | ---- | ----- | ------ | ------ |
| Goud   | Jia Zhanbo          | CHN  | 1171  | 93.5   | 1264.5 |
| Zilver | Michael Anti        | USA  | 1165  | 98.1   | 1263.1 |
| Brons  | Christian Planer    | AUT  | 1167  | 95.8   | 1262.8 |
| 4      | Rajmond Debevec     | SLO  | 1166  | 96.6   | 1262.6 |
| 5      | Artjom Chadzjibekov | RUS  | 1164  | 97.6   | 1261.6 |
| 6      | Thomas Farnik       | AUT  | 1165  | 96.4   | 1261.4 |
| 7      | Artoer Ajvazjan     | UKR  | 1166  | 95.0   | 1261.0 |
| 8      | Matthew Emmons      | USA  | 1169  | 88.4   | 1257.4 |

### kleinkalibergeweer 50 m liggend
| rang   | sporter         | land | score | finale | totaal |
| ------ | --------------- | ---- | ----- | ------ | ------ |
| Goud   | Matthew Emmons  | USA  | 599   | 104.3  | 703.3  |
| Zilver | Christian Lusch | GER  | 598   | 104.2  | 702.2  |
| Brons  | Sergej Martynov | BLR  | 596   | 105.6  | 701.6  |
| 4      | Jozef Gönci     | SVK  | 598   | 102.5  | 700.5  |
| 5      | Marco De Nicolo | ITA  | 595   | 104.7  | 699.7  |
| 6      | Maik Eckhardt   | GER  | 596   | 101.6  | 697.6  |
| 7      | Michael Babb    | GBR  | 595   | 101.8  | 696.8  |
| 8      | Jia Zhanbo      | CHN  | 595   | 101.6  | 696.6  |

### luchtgeweer 10 m
| rang   | sporter        | land | score | finale | totaal |
| ------ | -------------- | ---- | ----- | ------ | ------ |
| Goud   | Zhu Qinan      | CHN  | 599   | 103.7  | 702.7  |
| Zilver | Li Jie         | CHN  | 598   | 103.3  | 701.3  |
| Brons  | Jozef Gönci    | SVK  | 596   | 101.4  | 697.4  |
| 4      | Cheon Min-ho   | KOR  | 595   | 101.6  | 696.6  |
| 5      | Maik Eckhardt  | GER  | 595   | 101.3  | 696.3  |
| 6      | Je Sung-Tae    | KOR  | 594   | 102.3  | 696.3  |
| 7      | Abhinav Bindra | IND  | 597   | 97.6   | 694.6  |
| 8      | Jason Parker   | USA  | 594   | 100.5  | 694.5  |

### vrij pistool 50 m
| rang   | sporter             | land | score | finale | totaal |
| ------ | ------------------- | ---- | ----- | ------ | ------ |
| Goud   | Michail Nestroejev  | RUS  | 565   | 98.3   | 663.3  |
| Zilver | Jin Jong-oh         | KOR  | 567   | 94.5   | 661.5  |
| Brons  | Kim Jong Su         | PRK  | 564   | 93.7   | 657.7  |
| 4      | Norayr Bachtamjan   | ARM  | 564   | 90.8   | 654.8  |
| 5      | Boris Kokorev       | RUS  | 560   | 94.6   | 654.6  |
| 6      | Vladimir Isatsjenko | KAZ  | 561   | 93.5   | 654.5  |
| 7      | Tanjoe Kirjakov     | BUL  | 562   | 92.3   | 654.3  |
| 8      | Isidro Lorenzo      | ESP  | 562   | 90.0   | 652.0  |

### luchtpistool 10 m
| rang   | sporter            | land | score | finale | totaal |
| ------ | ------------------ | ---- | ----- | ------ | ------ |
| Goud   | Wang Yifu          | CHN  | 590   | 100.0  | 690.0  |
| Zilver | Michail Nestroejev | RUS  | 591   | 98.8   | 689.8  |
| Brons  | Vladimir Isakov    | RUS  | 584   | 100.3  | 684.3  |
| 4      | Tanjoe Kirjakov    | BUL  | 583   | 100.4  | 683.4  |
| 5      | Jin Jong-oh        | KOR  | 582   | 100.9  | 682.9  |
| 6      | Kim Hyon Ung       | PRK  | 583   | 99.0   | 682.0  |
| 7      | Norayr Bachtamjan  | ARM  | 582   | 99.9   | 681.9  |
| 8      | Kim Jong Su        | PRK  | 582   | 99.2   | 681.2  |

### snelvuurpistool 25 m
| rang   | sporter           | land | score | finale | totaal |
| ------ | ----------------- | ---- | ----- | ------ | ------ |
| Goud   | Ralf Schumann     | GER  | 592   | 102.9  | 694.9  |
| Zilver | Sergej Poljakov   | RUS  | 592   | 100.7  | 692.7  |
| Brons  | Sergej Alifirenko | RUS  | 592   | 100.3  | 692.3  |
| 4      | Oleg Tkatsjov     | UKR  | 587   | 101.7  | 688.7  |
| 5      | Iulian Raicea     | ROU  | 588   | 99.6   | 687.6  |
| 6      | Chen Yongqiang    | CHN  | 586   | 97.8   | 683.8  |
| 7      | Zhang Penghui     | CHN  |       |        | 585    |
| 8      | Leuris Pupo       | CUB  |       |        | 585    |

### lopend schijf 10 m
| rang   | sporter                 | land | score | finale | totaal |
| ------ | ----------------------- | ---- | ----- | ------ | ------ |
| Goud   | Manfred Kurzer          | GER  | 590   | 92.4   | 682.4  |
| Zilver | Aleksandr Blinov        | RUS  | 578   | 100.0  | 678.0  |
| Brons  | Dmitri Lykin            | RUS  | 584   | 93.1   | 677.1  |
| 4      | Emil Andersson          | SWE  | 578   | 98.8   | 676.8  |
| 5      | Michael Jakosits        | GER  | 578   | 98.7   | 676.7  |
| 6      | Li Jie                  | CHN  | 579   | 96.8   | 675.8  |
| 7      | Vladislav Prianisjnikov | UKR  |       |        | 575    |
| 8      | Adam Saathoff           | USA  |       |        | 575    |

### trap
| rang   | sporter           | land | score | finale | totaal |
| ------ | ----------------- | ---- | ----- | ------ | ------ |
| Goud   | Aleksej Alipov    | RUS  | 124   | 25     | 149    |
| Zilver | Giovanni Pellielo | ITA  | 122   | 24     | 146    |
| Brons  | Adam Vella        | AUS  | 121   | 24     | 145    |
| 4      | Ahmed Al-Maktoum  | UAE  | 121   | 23     | 144    |
| 5      | Lance Bade        | USA  | 122   | 21     | 143    |
| 6      | Khaled Al-Mudhaf  | KUW  | 121   | 20     | 141    |
| 7      | Olaf Kirchstein   | GER  |       |        | 119    |
| 8      | Michael Diamond   | AUS  |       |        | 119    |

### dubbeltrap
| rang   | sporter                    | land | score | finale | totaal |
| ------ | -------------------------- | ---- | ----- | ------ | ------ |
| Goud   | Ahmed Al-Maktoum           | UAE  | 144   | 45     | 189    |
| Zilver | Rajyavardhan Singh Rathore | IND  | 135   | 44     | 179    |
| Brons  | Wang Zheng (schietsport)   | CHN  | 137   | 41     | 178    |
| 4      | Hu Binyuan                 | CHN  | 134   | 43     | 177    |
| 5      | Håkan Dahlby               | SWE  | 138   | 39     | 177    |
| 6      | Waldemar Schanz            | GER  | 135   | 40     | 175    |
| 7      | Daniele Di Spigno          | ITA  |       |        | 134    |
| 8      | Fehaid Al-Deehani          | KUW  |       |        | 134    |

### skeet
| rang   | sporter               | land | score | finale | totaal |
| ------ | --------------------- | ---- | ----- | ------ | ------ |
| Goud   | Andrea Benelli        | ITA  | 124   | 25     | 149    |
| Zilver | Marko Kemppainen      | FIN  | 125   | 24     | 149    |
| Brons  | Juan Miguel Rodríguez | CUB  | 122   | 25     | 147    |
| 4      | Nasser Al-Attiyah     | QAT  | 122   | 25     | 147    |
| 5      | Shawn Dulohery        | USA  | 122   | 25     | 147    |
| 6      | Harald Jensen         | NOR  | 122   | 23     | 145    |
| 7      | Michael Nielsen       | DEN  |       |        | 122    |
| 8      | Erik Watndal          | NOR  |       |        | 121    |

## Dames

### kleinkalibergeweer 50 m drie houdingen
| rang   | sporter             | land | score | finale | totaal |
| ------ | ------------------- | ---- | ----- | ------ | ------ |
| Goud   | Ljoebov Galkina     | RUS  | 588   | 101.4  | 689.4  |
| Zilver | Valentina Turisini  | ITA  | 585   | 100.9  | 685.9  |
| Brons  | Wang Chengyi        | CHN  | 584   | 101.4  | 685.4  |
| 4      | Olga Dovgun         | KAZ  | 588   | 96.9   | 684.9  |
| 5      | Lee Hye-jin         | KOR  | 584   | 97.0   | 681.0  |
| 6      | Sonja Pfeilschifter | GER  | 582   | 97.6   | 679.6  |
| 7      | Barbara Lechner     | GER  | 580   | 97.6   | 677.6  |
| 8      | Natallia Kalnysj    | UKR  | 579   | 98.2   | 677.2  |

### luchtgeweer 10 m
| rang   | sporter             | land | score | finale | totaal |
| ------ | ------------------- | ---- | ----- | ------ | ------ |
| Goud   | Du Li               | CHN  | 398   | 104.0  | 502.0  |
| Zilver | Ljoebov Galkina     | RUS  | 399   | 102.5  | 501.5  |
| Brons  | Kateřina Kůrková    | CZE  | 398   | 103.1  | 501.1  |
| 4      | Zhao Yinghui        | CHN  | 398   | 102.8  | 500.8  |
| 5      | Tatjana Goldobina   | RUS  | 397   | 102.5  | 499.5  |
| 6      | Sonja Pfeilschifter | GER  | 396   | 102.7  | 498.7  |
| 7      | Laurence Brize      | FRA  | 396   | 101.9  | 497.9  |
| 8      | Suma Shirur         | IND  | 396   | 101.2  | 497.2  |

### sportpistool 25 m
| rang   | sporter              | land | score | finale | totaal |
| ------ | -------------------- | ---- | ----- | ------ | ------ |
| Goud   | Maria Grozdeva       | BUL  | 585   | 103.2  | 688.2  |
| Zilver | Lenka Hyková         | CZE  | 588   | 99.8   | 687.8  |
| Brons  | Irada Asjoemova      | AZE  | 588   | 99.3   | 687.3  |
| 4      | Chen Ying            | CHN  | 584   | 102.2  | 686.2  |
| 5      | Munkhbayar Dorjsuren | GER  | 583   | 101.6  | 684.6  |
| 6      | Otryad Gundegmaa     | MGL  | 583   | 100.4  | 683.4  |
| 7      | Seo Joo-hyung        | KOR  | 582   | 98.8   | 680.8  |
| 8      | Nino Saloekvadze     | GEO  | 580   | 98.3   | 678.3  |

### luchtpistool 10 m
| rang   | sporter              | land | score | finale | totaal |
| ------ | -------------------- | ---- | ----- | ------ | ------ |
| Goud   | Olena Kostevitsj     | UKR  | 384   | 99.3   | 483.3  |
| Zilver | Jasna Šekarić        | SCG  | 387   | 96.3   | 483.3  |
| Brons  | Maria Grozdeva       | BUL  | 386   | 96.3   | 482.3  |
| 4      | Ren Jie              | CHN  | 384   | 98.3   | 482.3  |
| 5      | Natalia Paderina     | RUS  | 386   | 95.9   | 481.9  |
| 6      | Munkhbayar Dorjsuren | GER  | 385   | 96.9   | 481.9  |
| 7      | Cornelia Frölich     | SUI  | 384   | 97.5   | 481.5  |
| 8      | Irada Asjoemova      | AZE  | 386   | 95.4   | 481.4  |

### trap
| rang   | sporter           | land | score | finale | totaal |
| ------ | ----------------- | ---- | ----- | ------ | ------ |
| Goud   | Suzanne Balogh    | AUS  | 66    | 22     | 88     |
| Zilver | María Quintanal   | ESP  | 65    | 19     | 84     |
| Brons  | Lee Bo-na         | KOR  | 60    | 23     | 83     |
| 4      | Whitly Loper      | USA  | 62    | 20     | 82     |
| 5      | Susanne Kiermayer | GER  | 62    | 17     | 79     |
| 6      | Susan Nattrass    | CAN  | 61    | 15     | 76     |
| 7      | Emanuela Felici   | SMR  |       |        | 60     |
| 8      | Takeo Takeba      | JPN  |       |        | 59     |

### dubbeltrap
| rang   | sporter        | land | score | finale | totaal |
| ------ | -------------- | ---- | ----- | ------ | ------ |
| Goud   | Kim Rhode      | USA  | 110   | 36     | 146    |
| Zilver | Lee Bo-na      | KOR  | 110   | 35     | 145    |
| Brons  | Gao E          | CHN  | 107   | 35     | 142    |
| 4      | Li Qingnian    | CHN  | 107   | 35     | 142    |
| 5      | Megumi Inoue   | JPN  | 109   | 31     | 140    |
| 6      | Nadine Stanton | NZL  | 108   | 29     | 137    |
| 7      | Susan Trindall | AUS  |       |        | 106    |
| 8      | Lin Yi-Chun    | TPE  |       |        | 106    |

### skeet
| rang   | sporter                 | land | score | finale | totaal |
| ------ | ----------------------- | ---- | ----- | ------ | ------ |
| Goud   | Diana Igaly             | HUN  | 72    | 25     | 97     |
| Zilver | Wei Ning                | CHN  | 70    | 23     | 93     |
| Brons  | Zemfira Meftachetdinova | AZE  | 71    | 22     | 93     |
| 4      | Lauryn Mark             | AUS  | 69    | 23     | 92     |
| 5      | Kim Rhode               | USA  | 68    | 23     | 91     |
| 6      | Connie Smotek           | USA  | 68    | 22     | 90     |
| 7      | Ri Hyon Ok              | PRK  |       |        | 67     |
| 8      | Chiara Cainero          | ITA  |       |        | 67     |

## Medaillespiegel
| rang   | land                         | goud | zilver | brons | totaal |
| ------ | ---------------------------- | ---- | ------ | ----- | ------ |
| 1      | China                        | 4    | 2      | 3     | 9      |
| 2      | Rusland                      | 3    | 4      | 3     | 10     |
| 3      | Duitsland                    | 2    | 1      | 0     | 3      |
| 3      | Verenigde Staten             | 2    | 1      | 0     | 3      |
| 5      | Italië                       | 1    | 2      | 0     | 3      |
| 6      | Australië                    | 1    | 0      | 1     | 2      |
| 6      | Bulgarije                    | 1    | 0      | 1     | 2      |
| 8      | Hongarije                    | 1    | 0      | 0     | 1      |
| 8      | Oekraïne                     | 1    | 0      | 0     | 1      |
| 8      | Verenigde Arabische Emiraten | 1    | 0      | 0     | 1      |
| 11     | Zuid-Korea                   | 0    | 2      | 1     | 3      |
| 12     | Tsjechië                     | 0    | 1      | 1     | 2      |
| 13     | Finland                      | 0    | 1      | 0     | 1      |
| 13     | India                        | 0    | 1      | 0     | 1      |
| 13     | Servië en Montenegro         | 0    | 1      | 0     | 1      |
| 13     | Spanje                       | 0    | 1      | 0     | 1      |
| 17     | Azerbeidzjan                 | 0    | 0      | 2     | 2      |
| 18     | Cuba                         | 0    | 0      | 1     | 1      |
| 18     | Noord-Korea                  | 0    | 0      | 1     | 1      |
| 18     | Oostenrijk                   | 0    | 0      | 1     | 1      |
| 18     | Slowakije                    | 0    | 0      | 1     | 1      |
| 18     | Wit-Rusland                  | 0    | 0      | 1     | 1      |
| totaal | totaal                       | 17   | 17     | 17    | 51     |

Athene 1896 · 
Parijs 1900 · 
Londen 1908 · 
Stockholm 1912 · 
Antwerpen 1920 · 
Parijs 1924 · 
Los Angeles 1932 · 
Berlijn 1936 · 
Londen 1948 · 
Helsinki 1952 · 
Melbourne 1956 · 
Rome 1960 · 
Tokio 1964 · 
Mexico-stad 1968 · 
München 1972 · 
Montréal 1976 · 
Moskou 1980 · 
Los Angeles 1984 · 
Seoel 1988 · 
Barcelona 1992 · 
Atlanta 1996 · 
Sydney 2000 · 
Athene 2004 · 
Peking 2008 · 
Londen 2012 · 
Rio de Janeiro 2016 ·
Tokio 2020 ·
Parijs 2024 ·
Los Angeles 2028
Medaillewinnaars
Atletiek · Badminton · Basketbal · Boksen · Boogschieten · Gewichtheffen · Gymnastiek · Handbal · Hockey · Honkbal · Judo · Kanovaren · Moderne vijfkamp · Paardensport · Roeien · Schermen · Schietsport · Schoonspringen · Softbal · Synchroonzwemmen · Taekwondo · Tafeltennis · Tennis · Triatlon · Voetbal · Volleybal · Waterpolo · Wielersport · Worstelen · Zeilen · Zwemmen